# Cyrus le Grand (film)
Pour l’article homonyme, voir Cyrus le Grand.

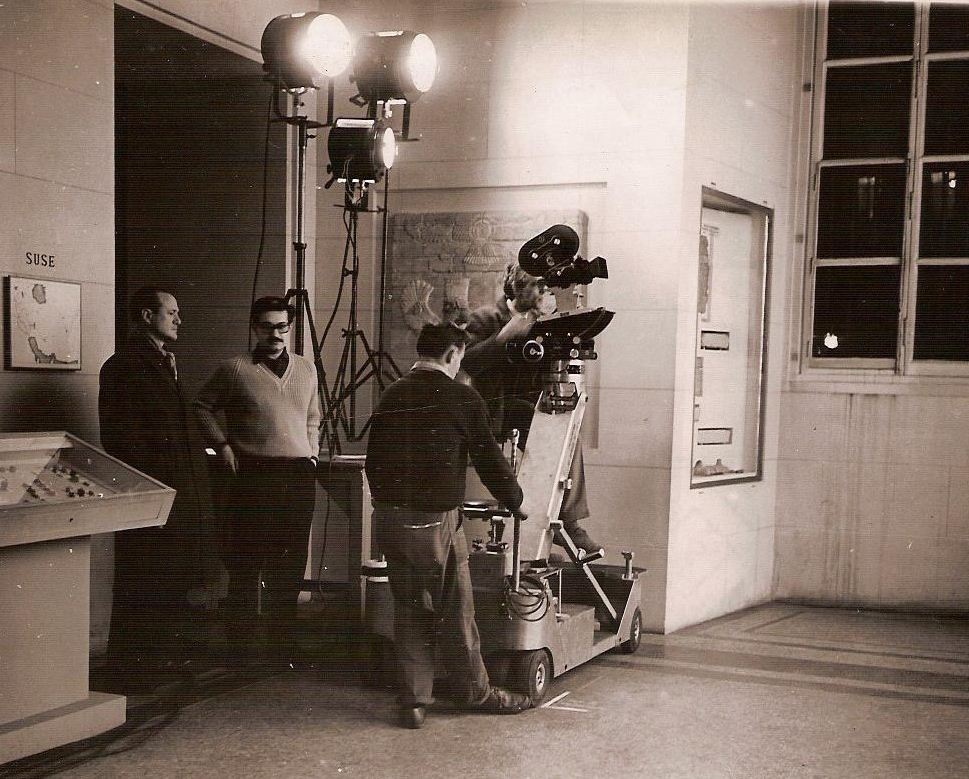
Tournage du film au Musée du Louvre.

Cyrus le Grand  est un film iranien réalisé par Féri Farzaneh et sorti en 1961.
Premier film iranien à être présenté au festival de Cannes,,, il a été nommé dans la catégorie court-métrage au Festival de Cannes 1961.

## Fiche technique

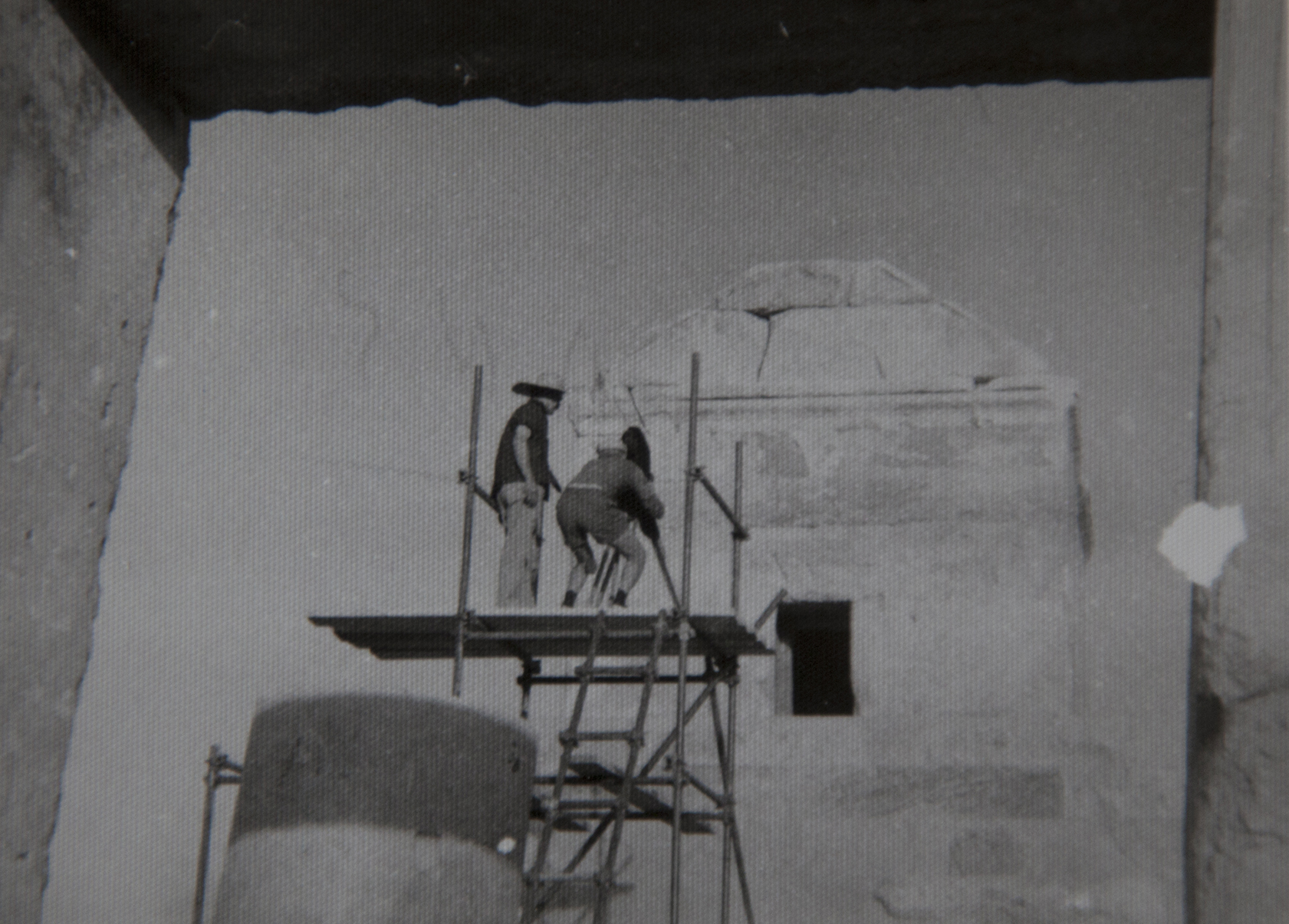
Photo de tournage au Mausolée de Cyrus en Iran

- Autre titre : Koorosh-e Kabir
- Réalisation : Féri Farzaneh
- Scénario : Roger Lescot
- Durée : 25 minutes
- Date de sortie : mai 1961

## Distinctions
- 1961 : Nommé pour le meilleur court-métrage au Festival de Cannes 1961[4].